# コンフラン＝サントノリーヌ
コンフラン＝サントノリーヌ （Conflans-Sainte-Honorine）は、フランス、イル・ド・フランス地域圏、イヴリーヌ県のコミューン。

## 地理
コンフラン＝サントノリーヌは、県北東部、ヴァル＝ドワーズ県と接している。パリからの距離は約20kmである。オワーズ川と合流するセーヌ川の右岸沿いで、コミューンは発展してきた。

## 由来
Conflans（合流する）とはラテン語由来の名称である。Sainte-Honorine（聖オノリーヌ）とは、876年にこの地で聖遺物が見つかった聖人を指す名称で、1200年代以降に地名につけられた。

## 歴史

西部鉄道、アルジャントゥイユ＝マント路線のポスター。コンフランの川辺が描かれている

8世紀以降、軍の前哨地となり、王領の最西端となっていた。9世紀半ば、シャルトル司教とルーアン司教と争ってパリ司教がコンフランの荘園を獲得した。876年、ヴァイキングの来襲を受ける。13世紀以降、モンモランシー家の所領となり、一時は他家へ売り渡されたが、アンヌ・ド・モンモランシーは先祖の領地を買い戻した。ルイ13世とリシュリューへの反逆でアンリ2世・ド・モンモランシーが斬首刑に処されると、家系は絶え、アンリ2世の姉でコンデ公妃であったマルグリットが爵位と領地を継承し、以後コンデ公が世襲した。1776年、売りに出されていたコンフランを含む荘園を、フロリモン・メルシー＝アルジャントー伯爵が購入した。
1855年、セーヌ川上での河川運送が始まった。鎖状につながった蒸気船が、パリとの間を往来し、パリの都市化に貢献した。1877年、西部鉄道が開通した。フランス第二帝政期、内陸航行でパリへ石を運搬するのが容易であり、コンフランはパリのコンコルド＝マドレーヌ地区の建設に貢献した。1892年、西部鉄道のアルジャントゥイユ＝マント路線が開通し、コンフランとサン＝ラザール駅が約40分で行けるようになった。
2つの道路橋、2つの鉄道橋を持っていたコンフランは、1940年6月8日にナチス・ドイツに爆撃され、住民たちが脱出した。1944年5月25日から8月19日まで、連合国軍の爆撃が15回行われ、コンフランは50人の死者を出した。1956年、コンフランはアンドレ・ゼレール将軍によってクロワ・ド・ゲール勲章を授けられた。

## 河川運送

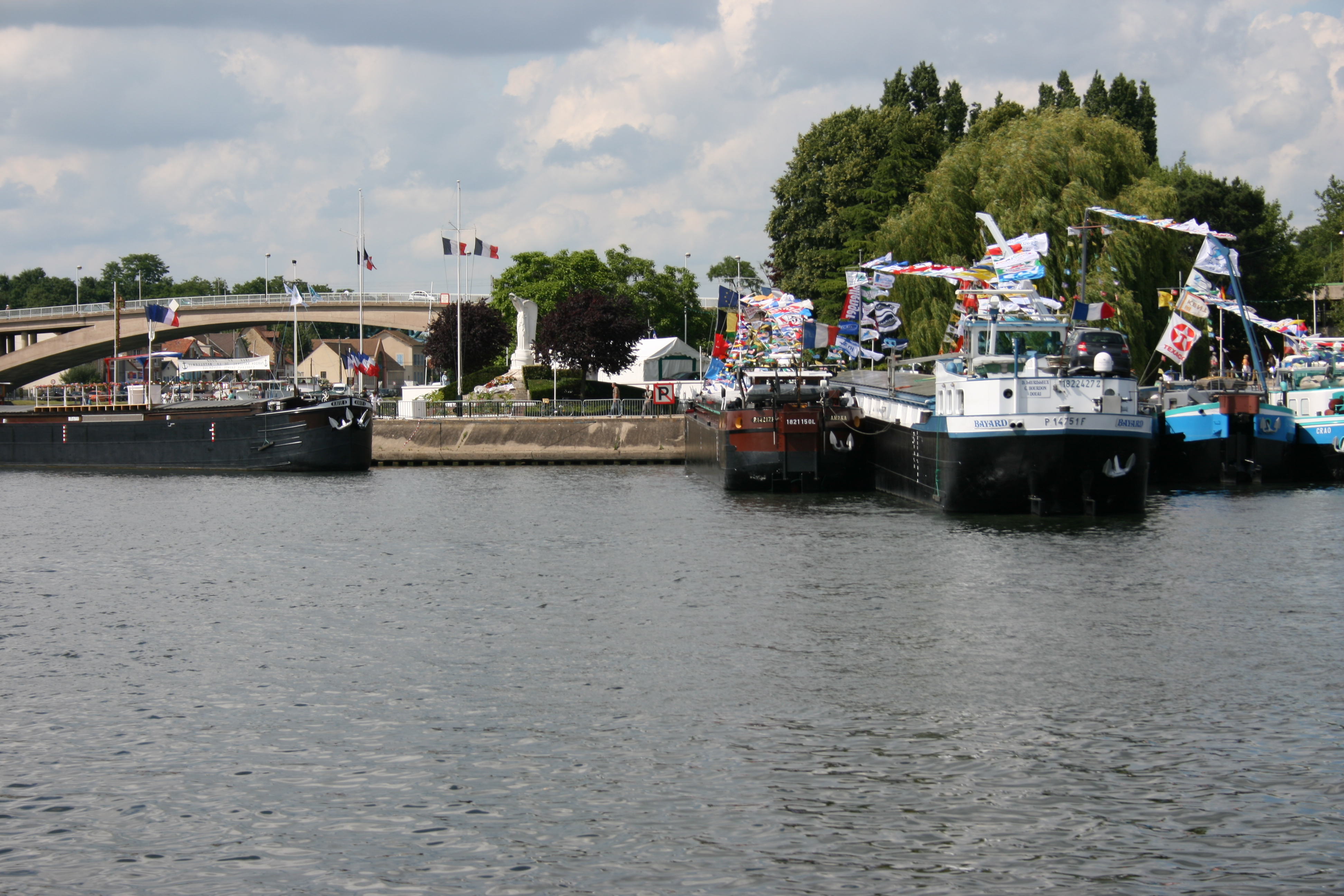
2009年に行われたパルドン

コンフラン＝サントノリーヌは、フランス国内での河川運送の中心地とみなされている。毎年6月、全国・川船のパルドン（Pardon national de la batellerie）と呼ばれる祭りが開かれる。祭りの間、コンフランから川船の行列がセーヌ川を下り、パリの無名戦士の墓には松明が点灯される。

## 姉妹都市
- ハーナウ、ドイツ
- シメイ、ベルギー
- ラムズゲイト、イギリス
- テッサオウア、ニジェール

## 出身者
- フォデ・バロ＝トゥーレ - サッカー選手
- ニコラス・ロッシュ - 自転車競技選手
- シャルブ - ジャーナリスト